# Thomas Burgstaller
Thomas Burgstaller (ur. 9 stycznia 1980 w Linzu) – austriacki piłkarz występujący na pozycji obrońcy.
W Bundeslidze zadebiutował 30 lipca 2003 roku w meczu z drużyną Admira Wacker Mödling (1:0)